# Big Fat Bass
«Big Fat Bass»  —en español: «Gran bajo»— es una canción dance pop interpretada por la cantante estadounidense Britney Spears e incluida en séptimo álbum de estudio, Femme Fatale (2011). La canción fue escrita y producida por will.i.am, y habla sobre la clave de fa (en inglés bass clef o clave de bajo) y contiene una metáfora de doble sentido. «Big Fat Bass» recibió diversas reseñas por parte de los críticos de música contemporánea. Mientras comienza a ser considerada como el trabaja más a la vieja escuela de Femme Fatale, la canción fue considerada para ser una desafortunada colaboración con will.i.am. «Big Fat Bass» logró estar en el número 31 en la Descarga Internacional de Corea del Sur de los Gaon Chart, debido a sus descargas digitales. La canción ha sido interpretada en televisión en vivo tres veces, incluyendo el show especial en el Rain Nightclub en Las Vegas, Nevada, en un concierto especial en Good Morning America, y en Jimmy Kimmel Live!, mientras que también fue interpretada en el Femme Fatale Tour.

## Antecedentes

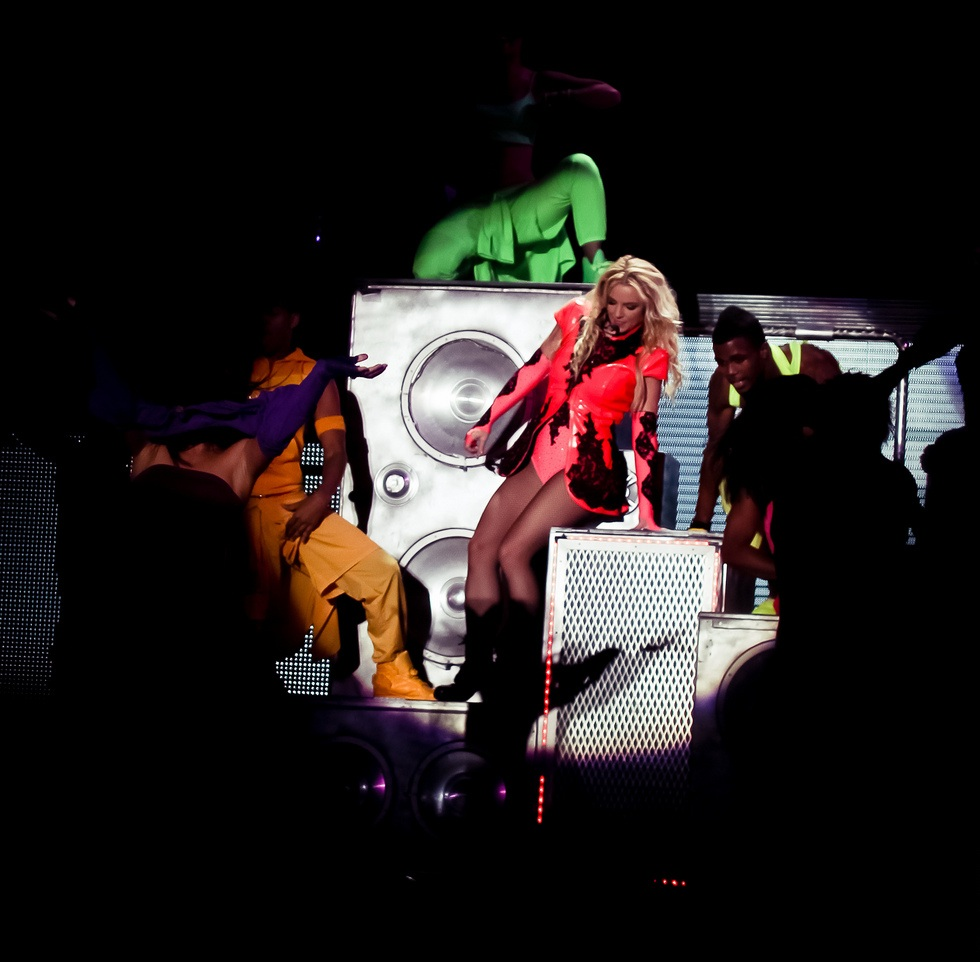
Britney Spears interpretando "Big Fat Bass" en Ucrania.

«Big Fat Bass» fue escrita y producida por will.i.am. Spears gravo su voz para la canción en los Ethernet Studios en Los Ángeles, California y en The Record Plant en Hollywood, California. El 8 de febrero de 2011, Spears tuiteó que estaba en el estudio con el productor, grabando una canción para Femme Fatale. Luego, will.i.am describió la colaboración como «Un monstruo. Es cruel, linda, inquietante, de otro nivel. [...] Ella está cantando frescamente en ella. Es algo que hoy se necesita» y dio a conocer un teaser de la canción a través de un mensaje de blog, el 28 de febrero de 2011. En una entrevista con Rolling Stone, Spears comentó que ella es fan de los The Black Eyed Peas, y amaría trabajar con will.i.am otra vez en el futuro. También, will.i.am elogió a Spears por la canción, diciendo: «Gracias, Britney, por colaborar, es un placer trabajar contigo. Gracias por confiar en mis instintos. Eres una muñeca».

## Composición
«Big Fat Bass» es una canción dance-pop y electropop que dura cuatro minutos y cuarenta y cinco segundos, y es la más larga del álbum. La canción empieza con una voz electrónicamente altera de will.i.am cantando «Big fat bass/the big fat bass» repetidamente mientras un piano comienza a ser tocado en el fondo. Mientras comienza el ritmo, Spears empieza a cantar «I can be the treble, baby/You can be the bass/You can be the bass» Nicole James de MTV consideró que el «piano dramático y la introducción house» de «Big Fat Bass» recuerda a «Another Night», de Real McCoy La letra de la canción también utiliza una metáfora de doble sentido, en la que Spears canta «The bass is getting bigger» Sal Cinquemani de Slant Magazine la consideró una versión del siglo veintiuno de «When I Hear Music», de Debbie Deb, mientras que Robbie Daw de Idolator consideró que el registro vocal de Spears en la canción se parecen a algunos de Fergie.

## Recepción crítica
«Big Fat Bass» recibió comentarios mixtos por parte de los críticos de música. Alexis Petridis de The Guardian la consideró «el trabajo más a la vieja escuela» en Femme Fatale, mientras que Keith Caulfield de Billboard dijo que él podría «escuchar completamente esta pista en un club» con el arrullo de Spears, «I can be your treble», mientras que la multitud grita «You can be my bass!». Thomas Conner de Chicago Sun-Times dio una reseña negativa, considerándola «una colaboración inoportuna», mientras que «Britney podría derrotar a will.i.am en una batalla de rap». Robert Everett-Green de The Globe and Mail consideró que la canción tiene una «melodía sin versos» y comentó que «will.i.am pensó que sería divertido que Britney sonara como Rihanna en la pista». Braulio Lorentz de Billboard Brasil consideró que Femme Fatale era «demasiado», mientras que comenta que «ni will.i.am puede salvar al álbum con la canción».
Un reportero de Samesame.com.au dijo que, al principio, «estaba dispuesto a declarar» a ésta «la peor pista del álbum». Sin embargo, después de su lanzamiento «me sorprendió gratamente al descubrir que la pista es realmente muy impresionante». Hannah Rishel de The Daily Collegian considera «la canción pegadiza, pero lo suficiente diferente como para que sobresalga sobre Till the World Ends y Hold It Against Me». «El poder combinado de las estrellas de Spears y Will.i.am seguramente hubiera sido un éxito radial». Andy Gill, de The Independent, dijo que el álbum suena más programado que natural, pero dijo que Big Fat Bass , «se ajusta a lo esencial de la pista». A pesar de no recibir un lanzamiento de sencillo, logró llegar en el número treinta y uno, en el Gaon Internacional Download, de Corea del Sur, mientras que aparece en el chart de Billboard, Dance/Electronic, de la semana del 16 de abril de 2011.

## Presentaciones en vivo

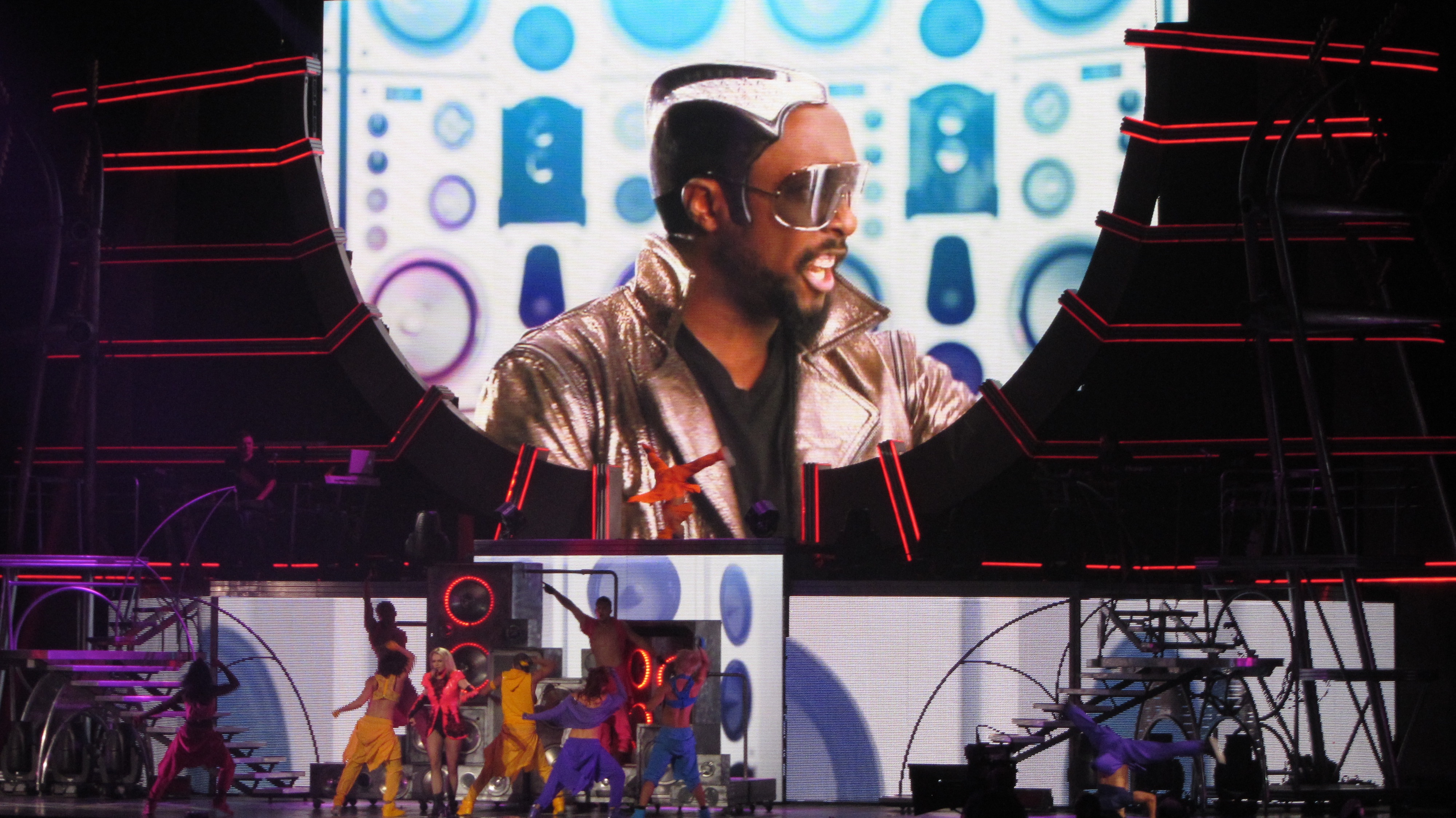
Britney Spears interpretando «Big Fat Bass» en el Femme Fatale Tour, en 2011. En la pantalla, aparece will.i.am.

El 25 de marzo de 2011, Spears presentó un concierto especial en el Rain Nightclub en Las Vegas. El repertorio del espectáculo consistía en tres canciones de su séptimo álbum de estudio, Femme Fatale, entre ellas «Hold It Against Me», «Big Fat Bass» y «Till the World Ends». La presentación de «Bass Big Fat» consistió en Spears saliendo de una caja del altavoz y bailando un remix de la canción, que incluyó el coro de «3» como popurrí, y algunos elementos de «Womanizer», «Gimme More» y «I'm a Slave 4 U». La cantante llevaba un traje de látex durante la actuación. El mismo remix volvió a ser interpretado, el 27 de marzo de 2011, en un concierto especial pregrabado de Good Morning America que se transmitió el 29 de marzo de 2011. El mismo día, Spears interpretó la canción en Jimmy Kimmel Live! La canción se interpretó en la sexta gira de Spears, Femme Fatale Tour. En el tour, Spears lleva un traje de látex color rosa y una chaqueta de encaje, y aparece desde el interior de una caja de parlante, mientras que will.i.am está presente en los backdrops.

## Charts
| País           | Lista                                | Mejor posición |      |
| 2011           | 2011                                 | 2011           | 2011 |
| -------------- | ------------------------------------ | -------------- | ---- |
| Estados Unidos | Dance/Electronic Digital Songs       | 18             |      |
| Corea del Sur  | South Korea Gaon International Chart | 31             |      |

## Créditos Personales y Técnicos
- Grabada y programada en los Ethernet Studios en Los Ángeles, California y en The Record Plant en Hollywood, California.
- Mezclada en The Record Plant en Hollywood, California.
- Aparición de will.i.am cortesía de Interscope Records.
- Britney Spears: voz principal.
- will.i.am: voz, composición, producción, piano, sintetizadores, programación, grabación.
- DJ Ammo: programación adicional, sintetizadores.
- Dylan "3D" Dresdow: mezcla.
- Padraic "padlock" Kerin: grabación.